# Paposoa
Paposoa, monotipski  biljni rod iz porodice zvanikovki smješten u tribus Hippeastreae. Jedina vrsta je lukovičasti geofit P. laeta, endem iz sjevernog Čilea. 
Opisan je u Taxon 69(1): 208. 2020.

## Sinonimi
- Eremolirion Nic.García; Taxon 68(3): 494 (2019), nom. illeg.
- Amaryllis atacamensis Traub & Uphof; Herbertia 6: 151 (1939 publ. 1940)
- Amaryllis uniflora (Phil.) Traub & Uphof; Herbertia 5: 123 (1938)
- Eremolirion laetum (Phil.) Nic.García; Taxon 68(3): 494 (2019)
- Habranthus pratensis var. quadriflorus Herb.; Bot. Mag. 68: t. 3961 (1842)
- Hippeastrum uniflorum (Phil.) Baker; J. Bot. 16: 83 (1878)
- Rhodolirium laetum (Phil.) Ravenna; Bot. Australis 2: 11 (2003)
- Rhodophiala laeta Phil.; Fl. Atac. 51 (1860)
- Rhodophiala uniflora Phil.; Fl. Atac. 51 (1860)